# Heinrich Hasperg

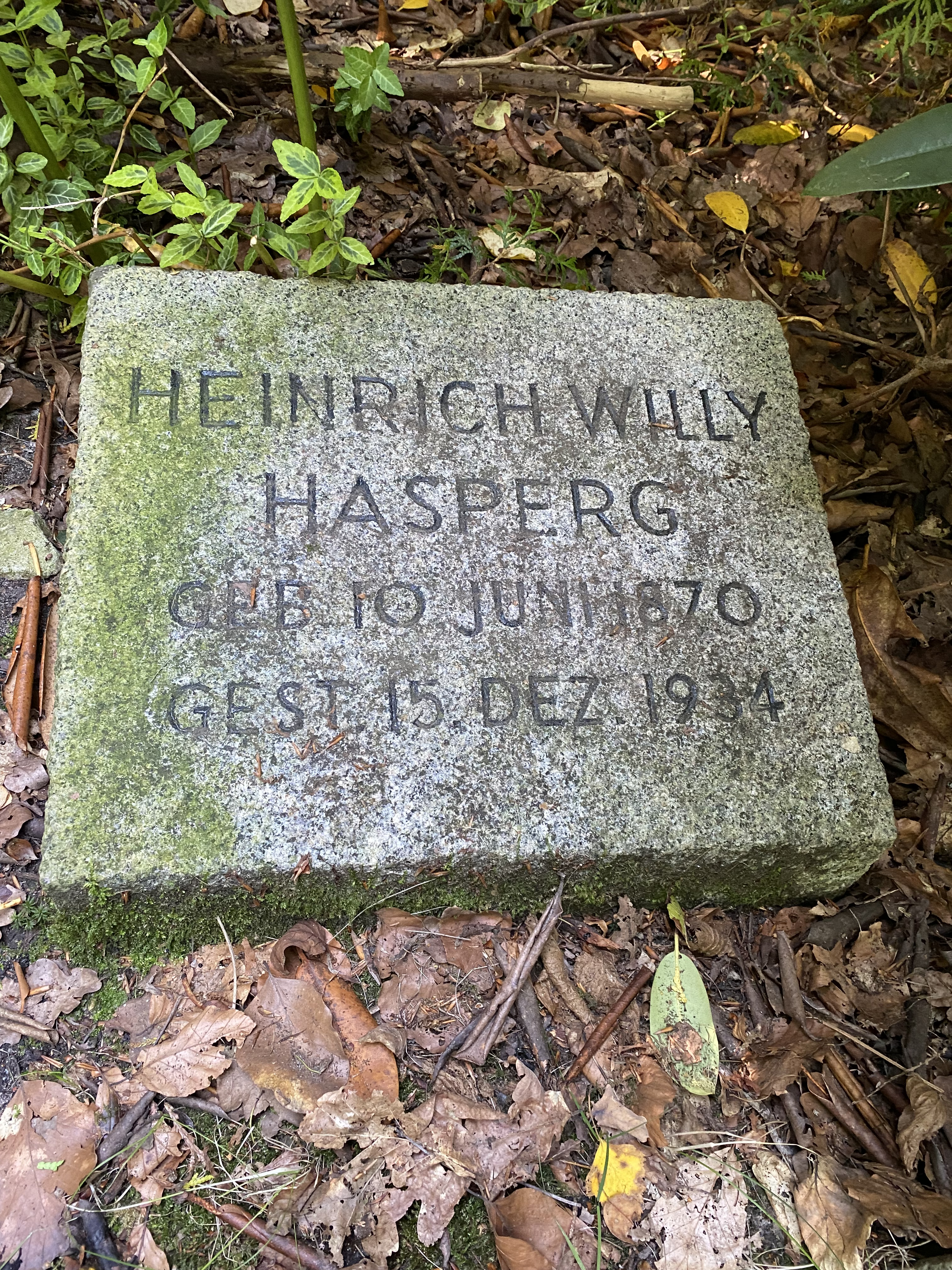
Kissenstein für Heinrich Hasperg auf dem Friedhof Ohlsdorf

Heinrich Willy Hasperg (* 10. Juni 1870; † 15. Dezember 1934) war ein deutscher Sportler und Autor. Er gilt als „Vater“ des deutschen Polosports.

## Leben
Hasperg gründete 1898 den ersten deutschen Poloklub in Hamburg. Sein Werk Polo gehört zu den Standardwerken dieser Sportart.
Er starb im Alter von 64 Jahren und wurde auf dem Hamburger Friedhof Ohlsdorf beigesetzt. Die Familiengrabstätte liegt im Planquadrat M 7.

## Veröffentlichungen (Auswahl)
- Das Polobuch. Hamburg 1903.
- Polo. Leipzig 1907.
- Zieten-Husaren auf der Rennbahn – Ein Beitrag zur Geschichte des Rennsports. Berlin 1910.
- Ein Jahrhundert Sport in Hamburg. Hamburg ca. 1933.